# Leo Gregory

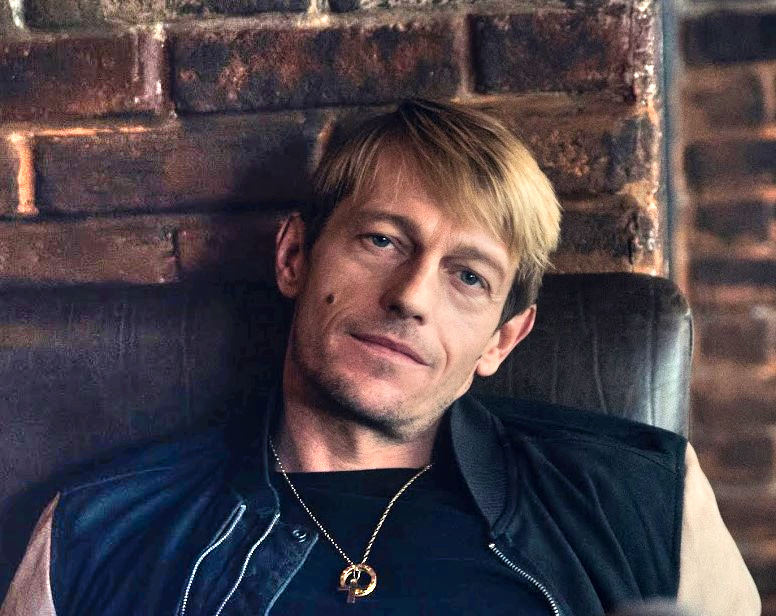
Leo Gregory, 2018

Leo Gregory (* 22. November 1978) ist ein britischer Filmschauspieler.

## Leben
Gregory wuchs zusammen mit seinen Drilling-Brüdern und der alleinerziehenden Mutter in South London auf. Er begann 1992 seine Laufbahn beim Film als 14-Jähriger in Fernsehfilmen wie Jewels von Danielle Steel. Seinen Durchbruch erzielte er mit der Darstellung eines Kriminellen in der dramatischen Serie Out of Control (2002 von Dominic Savage).

## Filmografie (Auswahl)
- 1992: Jewels
- 1992: The Upper Hand
- 1996: Die Bibel – Samson und Delila (Samson and Delilah)
- 1997: McCallem
- 2000: Nature Boy (Fernsehserie, 1 Folge)
- 2000: Aberdeen
- 2001: When I was 12
- 2001: As If (Fernsehserie, 1 Folge)
- 2001: Fallen Dreams
- 2002: The Jury (Fernsehserie, 6 Folgen)
- 2002: EastEnders (Fernsehserie, 1 Folge)
- 2002: Out of Control (Fernsehserie, 1 Folge)
- 2002: Menace
- 2003: Octane
- 2004: Suzie Gold
- 2005: Hooligans (Green Street)
- 2005: Stoned
- 2005: Tristan & Isolde
- 2006: Perfect Creature
- 2006: Für alle Fälle Fitz (Cracker)
- 2007: The Mark of Cain
- 2007: Reverb
- 2008: Act of Grace
- 2008: Daylight Robbery
- 2008: Cass – Legend of a Hooligan (Cass)
- 2009: Goal III – Das Finale (GOAL 3: Taking on the World)
- 2010: Der allergrößte bin ich (The Big I am)
- 2012: Agent Hamilton – Im Interesse der Nation (Hamilton – I nationens intresse)
- 2012: Musikvideo zu Sweet Nothing (Calvin Harris feat. Florence Welch)
- 2012: Last Bullet – Showdown der Auftragskiller (One in the Chamber)
- 2012: Silent Witness (Fernsehserie, 2 Folgen)
- 2014: Northmen – A Viking Saga
- 2015: Need for Speed (Spiel)
- 2019: Avengement – Blutiger Freigang

## Auszeichnungen
- 2005: Men of the Year, GQ/Armani[2]